# Fractura de Rolando
La fractura de Rolando es un tipo poco frecuente de fractura intraarticular de la base del primer metacarpiano, caracterizada por presentarse en tres fragmentos, generalmente en forma de T o de Y. Fue descrita en 1910 por Silvio Rolando.

## Mecanismo lesional
Al igual que la fractura de Bennett, estas fracturas se producen al aplicar una fuerza axial con el pulgar en semiflexión. Son típicas en ciclistas y motociclistas.

## Signos y síntomas
- Signos típicos: dolor, inestabilidad de la articulación carpometacarpiana del primer dedo.
- Síntomas: Dolor a la palpación de articulación carpometacarpiana, hinchazón importante.

## Tratamiento
Dado que este tipo de fracturas presentan tres fragmentos el tratamiento conservador con inmovilización no suele dar resultado, por lo que se opta habitualmente por tratamiento quirúrgico, ya sea mediante fijación interna o mediante fijación percutánea.

## Pronóstico
Dado que son fracturas complejas, el pronóstico es peor que en otros tipos de fractura del primer metacarpiano. Posibles complicaciones son:
- Artrosis precoz de la articulación carpometacarpiana del primer dedo.
- Disminución de fuerza a la oposición del pulgar.
- Dolor crónico.